# Ambasciata d'Argentina in Italia
L'ambasciata d'Argentina in Italia è la missione diplomatica della Repubblica argentina presso la Repubblica italiana. È accreditata anche presso Albania, Malta e San Marino.
La sede si trova a Roma, presso la palazzina Pandolfi in piazza dell'Esquilino.

## Storia
Nel 1880 l'inviato straordinario e ministro plenipotenziario della Repubblica Argentina in Italia, don Diego de Alvear (che operava a Roma dal 1875 presso il palazzo Rospigliosi) prese in affitto dal conte Beniamino Pandolfi un appartamento che ospitasse la "Legazione argentina". Il 1° giugno 1882 subentrò l'ambasciatore Antonio Del Viso, che il 9 aprile 1889 acquistò la palazzina Pandolfi per la somma di 500.000 lire. A causa della crisi economica che attraversava il paese sudamericano, la Legge 2762 del 1890 approvò e rese esecutivo l'acquisto, ma al contempo ordinava a Del Vido di risolvere il contratto oppure procedere a vendere l'immobile: ciò nonostante Del Vido riuscì a convincere il ministro degli esteri Eduardo Costa a mantenere il possesso della sede, che all'epoca era la prima sede diplomatica argentina in Europa ad essere di proprietà della Nazione. L'ambasciatore Fernando Perez fece abbellire gli spazi interni e il 12 ottobre 1933, in occasione delle celebrazioni per la scoperta dell'America, fece inaugurare davanti all'ingresso principale dell'ambasciata, due busti in marmo dedicati a Manuel Belgrano e Bartolomé Mitre, scolpiti da Luigi Brizzolara su commissione della Federazione delle Società Italiane in Argentina e della Direzione Italiana all'Estero in segno di amicizia tra Italia e Argentina. Nel 1947 la sede dell'ambasciata argentina fu restaurata, in vista della visita della Presidenta Evita Peron.

## Altre sedi diplomatiche dipendenti
La missione argentina in Italia conta anche 2 consolati:
| Tipologia          | Sede   | Zona di competenza |
| ------------------ | ------ | --- |
| Consolato Generale | Roma   | Toscana, Marche, Umbria, Abruzzo, Lazio, Molise, Campania, Basilicata, Puglia, Calabria, Sicilia, Sardegna. È inoltre competente per Albania, Malta e San Marino. |
| Consolato Generale | Milano | Lombardia, Emilia-Romagna, Friuli-Venezia Giulia, Liguria, Piemonte, Trentino-Alto Adige, Valle d'Aosta, Veneto.                                                  |